# Sasebo
Sasebo (jap. 佐世保市 Sasebo-shi) ist eine Großstadt in der japanischen Präfektur Nagasaki auf der Insel Kyūshū und kleineren Inseln. Seit 2016 hat Sasebo als „Kernstadt“ auch politisch einen Großstadtstatus mit mehr Selbstverwaltung.

## Geographie
Sasebo liegt nördlich von Nagasaki und westlich von Fukuoka.
Im Westen befindet sich das Ostchinesische Meer, im Süden die Sasebo-Bucht und hinter dieser die Ōmura-Bucht. Die Hario-Meerenge zwischen diesen beiden Buchten wird von der Saikaibashi (Westmeerbrücke) überbrückt, die im Zuge der Nationalstraße 202 steht.

## Geschichte
Der 1886 gegründete Marinebezirk Sasebo mit Sitz im damaligen Sasebo-mura (佐世保村 ‚Dorf Sasebo‘) wurde zum wichtigsten Hafen der japanischen Marine bei ihren Einsätzen im Ersten Chinesisch-Japanischen Krieg und im Russisch-Japanischen Krieg. Bis zum Ende des Zweiten Weltkriegs blieb es ein wichtiger Marinestützpunkt. Neben den Basisanlagen baute die Marine auch das Sasebo Naval Arsenal, zu dem große Werften und Reparatureinrichtungen gehörten. Am 29. Juni 1945 wurde die Stadt, die zu diesem Zeitpunkt 206 000 Einwohner zählte, durch einen amerikanischen Luftangriff zu 48 % zerstört.
Die in diesem Artikel beschriebene Sasebo-shi/kreisfreie Stadt Sasebo wurde 1902 aus dem Landkreis Ost-Sonogi (Higashi-Sonogi-gun) von Nagasaki ausgegründet. Durch die Gebietsreformen des 20. und 21. Jahrhunderts absorbierte sie später auch erhebliche Teile des Kreises Nord-Matsuura (Kita-Matsuura), zuletzt zum 31. März 2010 die nördlich gelegenen Städte Emukae und Shikamachi.

## Verkehr
- Straße:
  - Nishi-Kyūshū-Autobahn
  - Nationalstraße 35: nach Takeo
  - Nationalstraßen 202, 204, 205, 384, 497, 498
- Zug:
  - JR Sasebo-Linie
  - JR Omura-Linie

## Wirtschaft
Wirtschaftlich bedeutsam ist neben dem Schiff- und dem Maschinenbau noch die Fischerei. Außerdem ist Sasebo ein wichtiger Stützpunkt der Meeresselbstverteidigungsstreitkräfte.

## Sehenswürdigkeiten
- Gegenüber vom Hauptbahnhof erhebt sich im Stadtteil Miura-chō die 1930 im Stil der Neogotik erbaute und weithin sichtbare Kirche Seishin, das Wahrzeichen Sasebos[2]. Sasebo ist die einzige Stadt Japans, deren Wahrzeichen eine Kirche ist.
- Der Archipel Kujūkushima ist am einfachsten von dem Fischereihafen Ainoura, der wenige Kilometer nordwestlich von Zentrum Sasebos liegt, zu erreichen.

## Städtepartnerschaften
- Albuquerque, seit 1966
- Xiamen, seit 1983

## Söhne und Töchter der Stadt
- Satoko Tanaka (* 1942), Schwimmerin
- Ryū Murakami (* 1952), Schriftsteller, Drehbuchautor und Regisseur
- Hiroshi Toyooka (* 1969), Radrennfahrer
- Mayu Shinjo (* 1973), Mangaka

## Angrenzende Städte und Gemeinden
- Präfektur Nagasaki
  - Matsuura
  - Saikai
  - Hirado
  - Hasami
  - Kawatana
  - Saza
- Präfektur Saga
  - Imari
  - Arita

## Galerie

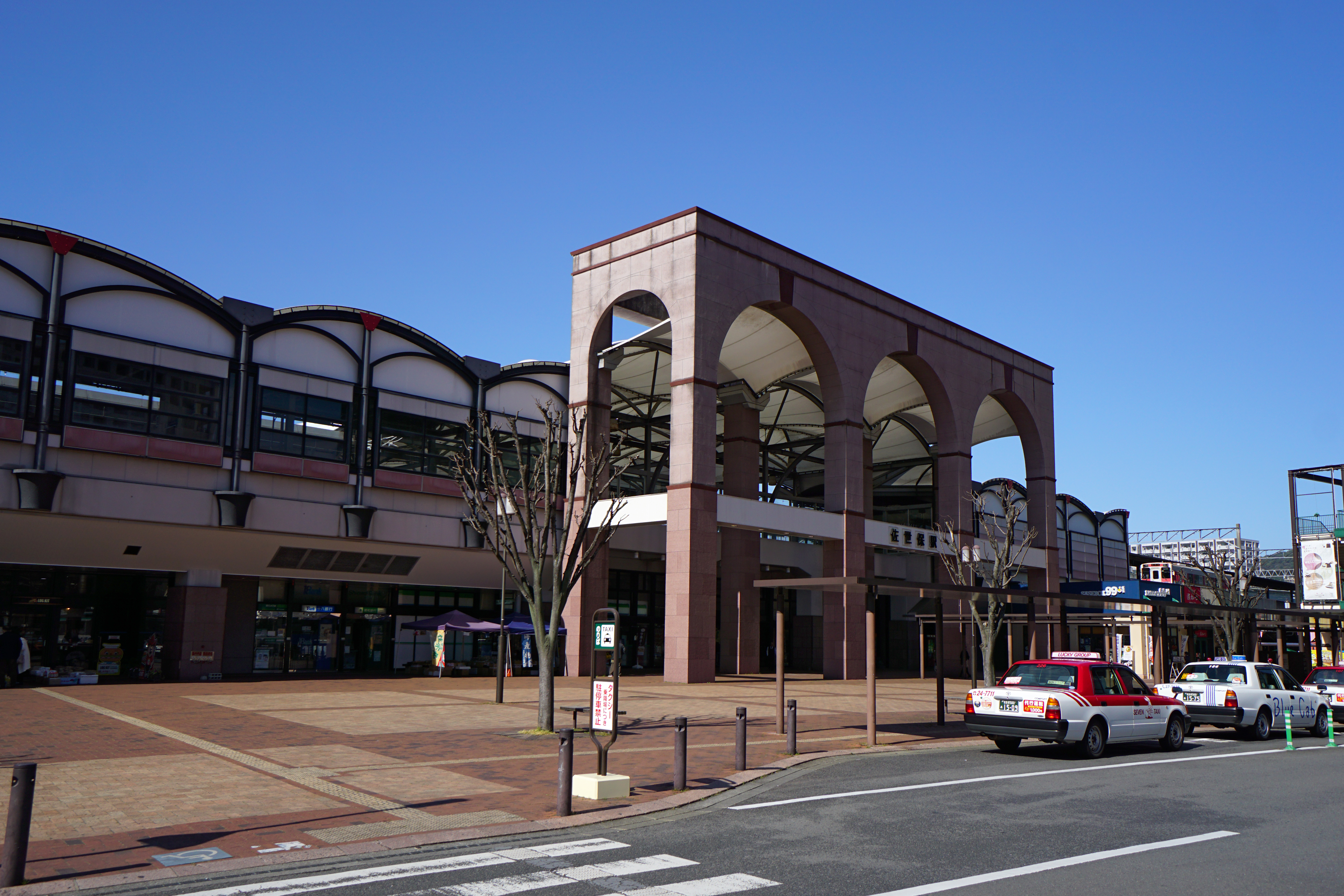
Bahnhof Sasebo
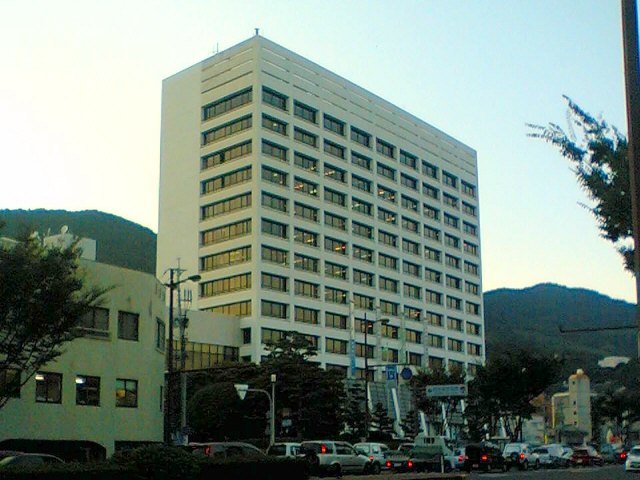
Rathaus von Sasebo